# Хотовицкий, Степан Фомич
Степа́н Фоми́ч Хотови́цкий (до 1813 года именовался Сте́фан; 1796 — 30 марта 1885 года) — потомственный дворянин, тайный советник (1867). Один из первых российских детских врачей — основоположников петербургской педиатрической школы, доктор медицины и хирургии; адъюнкт-профессор кафедры «повивального искусства, судебной медицины и медицинской полиции»; заслуженный профессор кафедры «акушерства и вообще учения о женских и детских болезнях» Императорской Военно-медицинской академии; член Медицинского совета Министерства внутренних дел Российской империи, академик; автор первого отечественного руководства по детским болезням — «Педиятрика» (1847).

## Биография
Родился в 1796 году в семье священника православного прихода в селе Красилов Староконстантиновского уезда Волынской губернии (ныне город в в Хмельницкой области) Фомы Ивановича Хотовицкого.
Начальное образование получил дома, после чего, в 1808 году был определён в класс риторики Волынской духовной семинарии. В 1813 году, успешно окончив полный курс, как один из наиболее отличившихся семинаристов, получил право поступления в Медико-хирургическую академию. Выдержав экзамен по латинскому языку, 17 июля 1813 года Стефан Хотовицкий выехал в Петербург. В сопровождавшей его характеристике было сказано: 

«…Стефан — поистине венец. Он словно образец ученика: в высшей степени усердный, неутомимый, достигший превосходных успехов и во всех отношениях высокой нравственности».— ]
В годы учёбы Степан Фомич проявил особый интерес к судебной медицине и акушерству. Эти предметы тогда преподавались на единой кафедре профессора Сергея Алексеевича Громова, одним из любимых учеников которого и оказался С. Ф. Хотовицкий.
В 1817 году С. Ф. Хотовицкий окончил Медико-хирургическую академию в звании лекаря 1-го отделения (высший уровень градации в те годы) и был удостоен серебряной медали. 26 июня 1817 года Конференция академии постановила: 

«…отличнейших молодых людей, кончивших курс медицинских наук в здешней академии…, отправить в чужие края на три года для высшего усовершенствования в разных предметах медицины сообразно способностям и собственным желаниям…».— 
Такая возможность появилась после отмены нелепого указа императора Павла I, запретившего молодым людям выезжать для учёбы за границу. Среди удостоенных привилегии продолжить образование в европейских университетах, да ещё и за казенный счет, оказался и С. Ф. Хотовицкий. Его командировка продолжалась почти 4 года. Начиная с февраля 1818 года, Степан Фомич стажировался в ведущих акушерских клиниках сначала Вены (у знаменитого Иоганна Лукаса Боера) и Гёттингена (у профессора Фридриха Озиандера), затем в Париже, Эдинбурге и Лондоне. Особенно запомнилось ему общение с профессором акушерства и детских болезней Джоном Гамильтоном в Эдинбургском университете.
Сразу после возвращения в Петербург, в феврале 1822 года С. Ф. Хотовицкий в звании штаб-лекаря был назначен адъюнктом на кафедру повивального искусства, судебной медицины и медицинской полиции Медико-хирургической академии к своему учителю профессору С. А. Громову. Почти одновременно Степан Фомич принял на себя и обязанности ординатора в клинике Сухопутного госпиталя при Академии.
10 февраля 1823 года он защитил диссертацию на степень доктора медицины под заглавием: «Paedo gynaicoiatrices synoptica expositio evolutioni et revolutioni vitae superstructa». Вслед за этим, С. Ф. Хотовицкий выдержал устное и письменное испытание на звание адъюнкт-профессора и прочитал пробную лекцию: «De partu ante terminum in sensu obstetricio et politico-medico» («О преждевременных родах в акушерском и судебно-медицинском отношениях»). В звании был утвержден 26 апреля 1823 года.
Летом того же года в связи с появлением на юге России холеры, Степан Фомич был командирован в Астрахань. Это были первые случаи грозного заболевания на территории России. Русским врачам холера была ещё неизвестна. В 1823 году эпидемии так и не возникло, но в течение двух лет С. Ф. Хотовицкий оставался в Астрахани, изучая природу неведомой инфекции. Его исследование имело огромное значение, как выяснилось через 8 лет, когда эпидемия холеры охватила всю империю и особенно столицу. Тогда, в 1831 году, принимая деятельное участие в работе холерного комитета, Степан Фомич охотно делился своим опытом борьбы с болезнью. За труды в деле прекращения холеры сначала в Астрахани, а затем и Петербурге С. Ф. Хотовицкому дважды (в 1825 и 1831 годах) объявлялось «монаршее благоволение». Плодом трудов в борьбе с эпидемией стала монография С. Ф. Хотовицкого «О холере», опубликованная им в 1832 году, хотя отдельных вопросов холеры он коснулся и годом раньше, в работе «О сибирской язве».
После возвращения из Астрахани, Степан Фомич продолжал трудиться на кафедре в качестве адъюнкт-профессора. Хотя кафедра называлась «повивального искусства, судебной медицины и медицинской полиции», её руководитель профессор С. А. Громов тяготел именно к судебной медицине. Возможно этим и объяснялась преимущественно судебно-медицинскую направленность научных работ С. Ф. Хотовицкого в тот период. В практической деятельности его более привлекала клиническая работа. Всю свою энергию С. Ф. Хотовицкий тратил на совершенствовании в акушерстве. Достижения его были таковы, что по инициативе С. А. Громова в период с 1828 по 1832 годы на него были возложены обязанности старшего городского акушера, которым формально считался сам С. А. Громов. Только 22 января 1832 года было получено официальное подтверждение на занятие Степаном Фомичом этой должности.
В 1831 году Конференцией академии С. Ф. Хотовицкий был утвержден в звании экстраординарного профессора с назначением на должность штатного переводчика. В 1832 году в отсутствии С. А. Громова он временно исполнял обязанности профессора кафедры и уже на следующий год был представлен к званию ординарного профессора. В 1833 году С. Ф. Хотовицкий был назначен редактором Военно-медицинского журнала Медицинского департамента Военного министерства. К этому периоду деятельности Степан Фомича относится, пожалуй, первая его научная клиническая работа, посвященная детскому возрасту. Он назвал её: «О некоторых младенческих болезнях».
Выход этой работы совпал по времени с переводом им немецкого учебного руководства Каруса под названием «Учебная книга по гинекологии», в которой из 1715 страниц, 65 было посвящено болезням новорожденных.
Тогда же, в 1833 году С. Ф. Хотовицкий оказался у истоков Общества Русских Врачей в Петербурге, став одним из первых 19-ти её членов. Секретарем Общества был известный в Петербурге педиатр Воспитательного дома А. Н. Никитин, с которым у Степана Фомича обнаружилось много общих интересов.

### Главное дело жизни
В 1836 году в соответствии с новым уставом Академии произошло разделение кафедры «повивального искусства, судебной медицины и медицинской полиции» на две: «судебной медицины и медицинской полиции» и «акушерства и вообще учения о женских и детских болезнях». Руководителем первой кафедры остался С. А. Громов. Вторую же возглавил ординарный профессор С. Ф. Хотовицкий.
Возглавив кафедру, Степан Фомич впервые начал чтение полноценного курса детских болезней. Он посвятил этому предмету третью часть своих лекций. С открытием же (1842 год) в составе акушерской клиники педиатрических коек у С. Ф. Хотовицкого появилась возможность обучения будущих врачей и практическим навыкам физикального обследования ребёнка.
В процессе совершенствования преподавания детских болезней С. Ф. Хотовицкий пришёл к заключению, что Учебное пособие Каруса уже не отвечает требованиям времени. В 1838 году он опубликовал цикл статей под общим названием «Взгляд на некоторые вопросы гинекоятрики и педиятрики». В одной из этих статей Степан Фомич писал:

«В числе предметов, с особой тщательностью обрабатываемых врачами новейших времен, без сомнения надо насчитывать и учение о детском организме, которое под именем Педиятрика справедливо заняла уже отдельное место между отдельными отраслями практической медицины».— ]

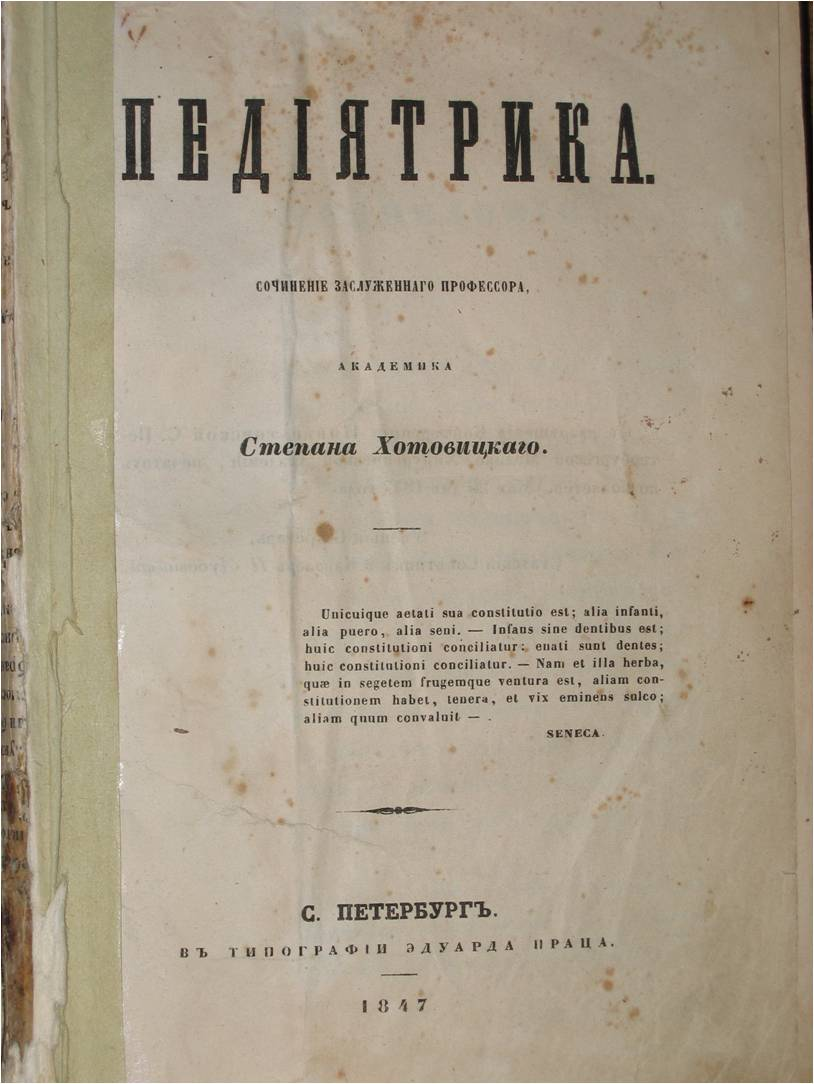
Титульный лист руководства С. Ф. Хотовицкгого «Педиятрика»

Заслуги Степана Фомича получили общее признание. В 1839 году он был удостоен назначения членом Медицинского совета Министерства внутренних дел Российской империи, в 1842 году стал академиком, а с 1843 года возглавлял свою кафедру уже в звании заслуженного профессора. Священный синод Русской православной церкви именно ему в 1844 году доверил составление учебника «Народно-врачебное наставление для духовных училищ».
Логичным итогом всей предшествующей деятельности С. Ф. Хотовицкого стал его фундаментальный труд, опубликованный в 1847 году под названием «Педиятрика». Он оказался первым в России (и одним из первых в мире) полноценным руководством по педиатрии.
Так получилось, что из-за интриг, возникших в Медико-хирургической академии, в том же 1847 году, в пору творческого подъёма, в возрасте 51 года С. Ф. Хотовицкий вынужден был выйти в отставку. По мнению А. А. Гаврилюка с соавторами, он стал жертвой расслоения профессорского состава Академии на «немецкую» и «русскую» партии.
Полностью отойдя от дел и оставаясь лишь членом Медицинского совета Российской империи с правом совещательного голоса, имея весьма скромное пенсионное пособие в 1885 рублей в год, Степан Фомич до конца своих дней продолжал жить в Петербурге, на Фонтанке, где и умер в глубокой старости и почти полном забвении 30 марта 1885 года.

Место захоронения выдающегося педиатра неизвестно. По неподтвержденным данным он мог быть похоронен на давно уже несуществующем Тентелевском кладбище.

## Вклад в отечественную педиатрию
Редкий случай в медицине, когда сразу три её самостоятельных направления считают С. Ф. Хотовицкого одним из своих ведущих представителей. «Виной» тому оказалась кафедра «повивального искусства, судебной медицины и медицинской полиции», где начиналась научно-педагогическая и врачебная деятельность Степана Фомича. Сведенные вместе достаточно разные дисциплины определили главные векторы его исследований в начальном периоде научного творчества.
Прежде всего, находясь под безусловным влиянием своего учителя профессора С. А. Громова, до 1833 года С. Ф. Хотовицкий выполнил целую серию уникальных работ по судебной медицине, которых было вполне достаточно, чтобы обеспечить автору заслуженное место в истории медицины.
Другим направлением научной деятельности Степана Фомича стало акушерство, которому посвящено немало его работ. Огромным достижением С. Ф. Хотовицкого и профессора С. А. Громова стало выделение акушерства, женских и детских болезней в самостоятельную кафедру Медико-хирургической академии, первым руководителем которой он был на протяжении 11 лет.
Тем не менее, в историческом контексте главной заслугой Степана Фомича безусловно следует считать обоснование им необходимости и неизбежности выделения педиатрии в самостоятельное направление медицины. Впервые в истории медицины С. Ф. Хотовицкий определил место педиатрии среди других медицинских специальностей, её цель, задачи и содержание. Обладая безусловным даром научного предвидения, уже во введении к главному труду всей своей жизни — 858 страничному руководству по детским болезням «Педиятрика» он определил их следующим образом:

 «…
§ 5. Педиятрика есть наука об отличительных особенностях в строении, отправлениях и болезнях детского организма и об основанном на тех особенностях сохранения здоровья и лечения болезней у детей.
§ 6. Соображаясь с таким значением Педиятрики, легко усмотреть можно цель этой науки, а также предмет её. Именно же целью Педиятрики, очевидно, есть, с одной стороны, споспешествование правильному, природою сообразному ходу свойственных ему отправлений, а с другой стороны, удаление препятствий правильности хода этого.
§ 7. Равно также из сказанного видно, что предметом Педиятрики есть физиологико-диэтетическое и патологико-терапевтическое учение о детском организме вообще и в особенности. Общее учение показывает: чем именно детский возраст от зрелого возраста отличается в физиологическом, диэтетическом, патологическом и терапевтическом отношениях. Частное учение объясняет: как именно показанные отличия детского организма выражаются в разных поприщах детского возраста или в продолжение этого времени, которое заключается между окончанием утробной жизни младенца и постепенным переходом детского возраста в зрелый».— 
Далее, говоря о закономерностях развития детского организма, С Ф. Хотовицкий писал:

 «Но как самые отличия детского организма постепенно изменяются, то, по мере изменений отличий его, должна происходить перемена в количественном и качественном отношении собственно детских болезней. По этой причине в начале детства представляется не только значительное число собственно детских болезней, но и резкое отличие их от болезней дальнейших возрастов человека . …детский организм имеет гораздо большее природное расположение к удобному и скорому переходу из здорового в болезненное состояние, также скоро приближающееся и к благополучному и неблагополучному исходу; повсеместность распространения начавшегося страдания». — 
Безусловно новаторской мыслью Степана Фомича, высказанной им в «Педиятрике», следует считать идею периодизации детства:

«Первый период детства, или младенчество; второй период детства, или собственно детство, и третий период детства, или отрочество».— 
Огромное место в «Педиятрике» посвящено вопросам методики обследования ребёнка, вскармливанию и диететике, описанию различных заболеваний и патологических состояний детского возраста, их лечению.
Руководство С. Ф. Хотовицкого, выпущенное тиражом всего в 600 экземпляров, почти мгновенно было распродано но больше не переиздавалось. Несчастливая судьба «Педиятрики», вероятно, была связана с вынужденным выходом её автора в отставку. Встреченная почти восторженно «Педиятрика» была быстро забыта, поскольку Степан Фомич так и не успел создать собственной педиатрической школы. После него детские болезни на много лет были практически исключены из лекционного курса по акушерству. Только начиная с профессора В. М. Флоринского, возглавившего в 1868 году кафедру акушерства, женских и детских болезней Медико-хирургической академии, внимание к педиатрии стало постепенно возвращаться, но про вполне здравствующего тогда С. Ф. Хотовицкого и главный труд его жизни так и не вспомнили.

## Труды
- Хотовицкий С. Ф. О сибирской язве / Соч. Степана Хотовицкого, н. с., д-ра мед., Мед.-хирург. санктпетерб. акад. экстра-орд. проф. — СПб.: тип. Мед. деп. М-ва внутр. дел, 1831. — 133 с.
- Хотовицкий С. Ф. О холере / Соч. С. Хотовицкого, н. с., д-ра мед., Имп. мед.-хирург. акад. э.-орд. проф., Имп. человеколюбивого о-ва Ком. по учен. части члена. — СПб.: тип. Мед. деп. М-ва внутр. дел, 1832. — 386 с.
- Хотовицкий С. Ф. Педиятрика / Соч. засл. проф., акад. Степана Хотовицкого. — СПб.: тип. Э. Праца, 1847. — 858 с.
- Хотовицкий С. Ф. Врачебно-народное наставление для духовных училищ, начертанное, по препоручению Медицинского совета, заслуженным профессором, академиком Степаном Хотовицким. - 5-е изд.. — СПб.: Синод. Тип., 1863. — 80 с.
- Хотовицкий С. Ф. Отношение одеяния к медицинской полиции. В день пятидесятилет. юбилея г. гл. мед. инспектора по армии, т. с., баронета Я.В. Виллие, дек. 9-го ч. 1840-го г., приношение проф. Степана Хотовицкого. — СПб.: тип. Иверсена, 1840. — 82 с. — (Библиогр. в примеч).
- Хотовицкий С. Ф. Жизненные припасы в медико-полицейском отношении («Военно-медицинский журнал», 1829 и 1830 годы)
- Хотовицкий С. Ф. Менструация и её болезни («Военно-медицинский журнал», 1830, часть 16
- Хотовицкий С. Ф. Смерть в судебно-медицинском и медико-полицейском отношениях (ib., 1833—1836)
- Хотовицкий С. Ф. Венерическая болезнь у новорождённого (ib., 1834, часть 24)
- Хотовицкий С. Ф. Детская одышка (ib., 1838, часть 31)
- Карус К. Г. Учебная книга гинекологии, или Систематическое изложение учения о распознавании здоровых и болезненных состояний, свойственных женщинам не беременным, беременным и роженицам, равно также родильницам и новорожденным младенцам и о врачебных поступках при них : Для руководства при акад. чтениях и для употребления практ. врачей, хирургов и акушеров : По препоруч. конф. Имп. Мед.-хирург. акад. с нем. пер. д-р и проф. Степан Хотовицкий. Ч. 1-2 / Соч. Карлом Густавом Карусом, д-ром философии, медицины и хирургии... - 2-е изд., соверш. испр., с многими приб. и хронол. табл. — СПб.: тип. Штаба Отд. корпуса внутр. стражи, 1833-1836 Ч. 1.. — 752 с.
- Карус К. Г. Учебная книга гинекологии, или Систематическое изложение учения о распознавании здоровых и болезненных состояний, свойственных женщинам не беременным, беременным и роженицам, равно также родильницам и новорожденным младенцам и о врачебных поступках при них : Для руководства при акад. чтениях и для употребления практ. врачей, хирургов и акушеров : По препоруч. конф. Имп. Мед.-хирург. акад. с нем. пер. д-р и проф. Степан Хотовицкий. Ч. 1-2 / Соч. Карлом Густавом Карусом, д-ром философии, медицины и хирургии... - 2-е изд., соверш. испр., с многими приб. и хронол. табл. — СПб.: тип. Штаба Отд. корпуса внутр. стражи, 1833-1836 Ч. 2. Кн. 1.. — 605 с.
- Карус К. Г. Учебная книга гинекологии, или Систематическое изложение учения о распознавании здоровых и болезненных состояний, свойственных женщинам не беременным, беременным и роженицам, равно также родильницам и новорожденным младенцам и о врачебных поступках при них : Для руководства при акад. чтениях и для употребления практ. врачей, хирургов и акушеров : По препоруч. конф. Имп. Мед.-хирург. акад. с нем. пер. д-р и проф. Степан Хотовицкий. Ч. 1-2 / Соч. Карлом Густавом Карусом, д-ром философии, медицины и хирургии... - 2-е изд., соверш. испр., с многими приб. и хронол. табл. — СПб.: тип. Штаба Отд. корпуса внутр. стражи, 1833-1836 Ч. 2. Кн. 2.. — 373 с.
- Купер Э. П. Сира Астли Купера, баронета, королевского хирурга, члена Королевского общества и пр., чтения о начальных и практических основаниях хирургии : С присовокуплением замечаний и примеров, изд. Фридрих Тиррель, Э., хирург Госпиталя св. Фомы и Лондон. глаз. больницы / По препоруч. конф. Имп. Медико-хирург. акад., пер. д-р и проф. Степан Хотовицкий. Ч. 1-3. — СПб.: тип. Мед. деп. М-ва внутр. дел, 1836 Ч. 1-3.. — 429 с. — (От переводившего. Проф. Степан Хотовицкий).

## Награды
- Знак отличия Беспорочной службы за 15 лет (1833);
- Знак отличия Беспорочной службы за 20 лет (1838);
- Знак отличия Беспорочной службы за 25 лет (1843);
- Единовременное денежное вознаграждение 2000 р. (1836);
- Орден Святого Владимира 4-й степени (1837);
- Орден Святого Владимира 3-й степени (1864);
- Орден Святого Станислава 2-й степени с императорской короной (1840);
- Орден Святого Станислава 1-й степени (1866);
- Орден Святой Анны 2-й степени (1846);
- Орден Святой Анны 1-й степени (1871);
- Медаль «В память войны 1853—1856» (1857).

## Память
В 2008 году в честь С. Ф. Хотовицкого была названа улица на его родине в Красилове.

## Семья
- Брат: Иван Фомич Хотовицкий Хотовицкий — священник, магистр богословия — выпускник Волынской духовной семинарии 1821 г. и Киевской духовной академии 1825 г.[12]
- Брат: Тимофей Фомич Хотовицкий — священник, выпускник Волынской духовной семинарии 1839 г.
- Сын: Константин Степанович Хотовицкий — полковник, в 1884 г. начальник штаба 38-й пехотной дивизии (с 1887 г. в списках штаб-офицеров Российской армии не числится).
- Правнук: Архиепископ Алипий (в миру Антоний Антонович Хотовицкий) (1901—1977) — епископ Русской Православной Церкви, архиепископ Винницкий и Брацлавский.

## Адреса в Петербурге
В 1824 году С. Ф. Хотовицкий проживал в жилом доме при Медико-хирургической академии, затем (50-е годы) в доме Степанова (наб. Фонтанки д. 154) у Малого Калинкина моста (по современной нумерации — № 179). После выхода в отставку Степан Фомич проживал в доме Горновского, на противоположном берегу Фонтанки (наб. Фонтанки д. 107, по современной нумерации — № 120). Последние годы жизни С. Ф. Хотовицкий провёл там же на Фонтанке у Крюкова канала в доме Дворжака (наб. Фонтанки д. 118, по современной нумерации — № 141). Все здания на Фонтанке сохранились, хотя дом у Крюкова канала расселен и планируется к сносу.

## Интересные факты
- В 1834 году С. Ф. Хотовицкий был подвергнут 6-ти недельному аресту по личному указанию императора Николая I. Поводом послужила жалоба его личного камердинера П. Ф. Гримма на якобы отказ Степана Фомича в оказании медицинской помощи его жене.

По мнению профессора В. С. Вайля, который спустя 100 лет расследовал этот случай по сохранившимся архивным документам, обвинение было необоснованным.
Очевидно, несправедливость ареста и последующих действий самодержца, который даже спустя 4 года в ответ на ходатайство Академии отказался снять выговор, очень тяжело переживались Степеном Фомичом. Выговор был снят лишь в 1839 году.
- В августе 1867 года по случаю 50-летия окончания академии и присвоения С. Ф. Хотовицкому чина тайного советника, в Медико-хирургической академии предполагалось его чествование. От участия в этих торжествах Степан Фомич категорически отказался[8].